# Fórum Desembargador Eduardo Carneiro da Luz
O Fórum Desembargador Eduardo Carneiro da Luz, até 2003 conhecido como Palácio Santa Catarina, é um prédio institucional de Florianópolis, tendo servido de 1984 a 2003 como sede do poder executivo estadual. Após o governo de Santa Catarina se instalar no Centro Administrativo em 2003, o prédio foi repassado ao poder judiciário, que reformou o prédio e o transformou no Fórum Central da Comarca da Capital em 2008.
Localizado no Centro de Florianópolis, próximo ao Palácio Barriga Verde, sede da Assembleia Legislativa de Santa Catarina, da sede do Tribunal de Justiça de Santa Catarina e de outros prédios institucionais no entorno da Praça Tancredo Neves, que por esse motivo é conhecida também como Praça dos Três Poderes.

## Arquitetura
O hoje fórum faz parte da história da arquitetura catarinense, tendo sido um dos prédios da fase brutalista da arquitetura moderna brasileira. Foi construído para ser a sede das Centrais Elétricas de Santa Catarina (Celesc) em 1970, tendo a empresa ficado ali até 1983, quando o prédio se tornou a sede do governo.
O prédio tem três andares e um ático, tendo 6,7 mil metros quadrados de área.

## Palácio do governo
Nos anos 1980, com o Palácio Cruz e Sousa já não comportando mais o governo, o governo catarinense preferiu transformar sua sede histórica na Praça XV em museu e se transferir para um prédio mais espaçoso e moderno. Assim, o poder executivo inicia em 1983 a mudança para o prédio da Celesc, que se torna o Palácio Santa Catarina. O gabinete do governador deixa o Palácio Cruz e Sousa em 1984, quando o prédio histórico foi tombado.
O governo catarinense permanece no Palácio Santa Catarina até 2003. Nesse ano, sem a manutenção adequada, o prédio em concreto aparente estava se deteriorando, e o governador Luiz Henrique da Silveira reclama publicamente e pede para mudar o poder executivo para uma sede mais adequada. No dia 7 de outubro de 2003, o governo deixa o Palácio para se instalar no Centro Administrativo, adquirido do BESC, onde está até hoje.

## Fórum
O poder judiciário catarinense adquire o prédio em 2005. Após uma reforma iniciada em 2007 no custo de R$ 5 milhões, no dia 19 de dezembro de 2008 o prédio foi reinaugurado, agora como Fórum Central da Comarca da Capital. Ele recebeu o nome do desembargador Eduardo Carneiro da Luz, já falecido na época. 
Em 2009, o prédio começou a ser ocupado por varas e juizados que antes ficavam espalhados pelo Centro de Florianópolis, como o Juizado Especial Cível, as Varas da Família e Órfãos,a Vara da Infância e Juventude, o Juizado Especial Criminal e a Justiça Militar.